# Rosario (telenovela)
Rosario (prononcé en espagnol : [roˈsaɾjo]) est une telenovela de langue espagnole produite par Venevisión International en collaboration avec la chaîne américaine Univision. C'est une histoire originale écrite par  Alex Haddad. Le tournage débuta le 31 juillet 2012.
En France, la série a été diffusée sur Antenne Réunion et ATV en 2012. Elle est diffusée depuis le 21 mars 2024 sur Nina Novelas.

## Synopsis
Rosario est une belle et intelligente jeune fille qui tombe amoureuse de son chef, Alejandro Montalbán, un avocat célèbre plus âgé qu'elle de 21 ans. Rosario apprend qu'Alejandro est l'homme qui a été fiancé à sa mère, Magdalena, et qu'ils devaient se marier il y a 21 ans. 
Mais le jour du mariage civil, Magdalena s'évanouit et Manuel (le père de Magdalena) fait croire à Alejandro qu'elle a été violée par Marcos (l'ennemi d'Alejandro) et qu'elle est tombée enceinte. 
La nouvelle de la grossesse est plus que ce qu'Alejandro peut supporter. Abasourdi et convaincu de ne jamais pouvoir aimer l'enfant de son ennemi, il rompt les fiancailles avec Magdalena. 
L'ironie est que des années après, Rosario, devient le grand amour d'Alejandro.
C'est vraiment une série intéressante.

## Distribution
- Itahisa Machado : Rosario Pérez (VF: Mouna Belgrini)
- Guy Ecker : Alejandro Montalbán
- Aaron Diaz : Esteban Martínez (VF: Thomas Sagnard)
- Lorena Rojas : Priscila Pavón
- Natalia Ramirez : Magdalena Pérez
- Ezequiel Montalt : Docteur Daniel Carvajal
- Zully Montero : Regina Montalbán
- Frances Ondiviela : Teresa Martínez
- Julián Gil
- Zuleyka Rivera Mendoza : Sandra Díaz
- Rodrigo Vidal : Père Bernardo
- Tina Romero : Griselda
- Anna Silvetti : Caridad Chávez (VF: Sophie Pastrana)
- Lupita Jones : Fabiana
- Franklin Virgüez : Vicente
- Alberto Salaberry : Jeronimo Guerra
- Liliana Rodriguez : Ofilia Elsa
- Scarlet Gruber : Cecilia Garza
- Sandra Itzel : Barbara Montalbán, dite Barbie (VF: Nathalie Leplay)
- Greidys Gil :  Silvia Villalobos
- Adrian Di Monte : Ignacio Gomez, dit Nacho
- Cristina Mason : Misericordia, dite Merci
- Sergio Reynoso : Manuel Pérez
- Beatriz Monroy : Matilde
- Carlos Garin : Guillermo Gómez
- Juan Jiménez : Felipe
- Fabiola Barinas : Zulema Torres
- Leonardo Daniel : Marcus Miranda
- Osvaldo Strongoli : Gregorio Giorgano
- Lilimar : Elenita
- Samuel Sadovnik : Esteban Jr. Martínez
- Nataniel Roman : Manny
- Alberto Barros Jr. : le jardinier
- Melody Batule : Dr. Natalia
- Luz Cordeiro : Sor Esperanza
- Reinaldo Cruz : Renato Villalobos
- Alexander Estrella : Beto
- Shanik Hughes : Cynthia
- Ramon Morell : Dr. Lozada
- Jorge Luis Portales : Matias
- Elioret Silva : Détective Evora
- Sahyly Esponda : Mariana
- Eslover Sanchez-Baquero : David (producteur de Fabiana)
- Victoria Zapata : Señora Silvestre
- Laura Alemán : Cristina
- Nadia Escobar : Carmencita
- Version française réalisée au Studio Plug-In à Casablanca au Maroc[réf. souhaitée]

## Diffusion internationale
| Pays      | Chaîne(s)       | Début            | Finale          | Titre    | Fréquence         | Durée |
| --------- | --------------- | ---------------- | --------------- | -------- | ----------------- | ----- |
| Équateur  | TC Television   | 28 janvier 2013  | 16 août 2013    | Rosario  | lundi au vendredi | 13h30 |
| Chili     | Chilevisión     | 24 février 2013  | présent         | Rosario  | lundi au vendredi | 15h00 |
| Nicaragua | Televicentro    | 1er avril 2013   | 27 août 2013    | Rosario  | lundi au vendredi | 15h00 |
| Estonie   | Kanal 2         | 3 juin 2013      | 28 octobre 2013 | Rosario  | lundi au vendredi | 17h05 |
| Mexico    | Azteca Trece    | 19 août 2013     | 10 janvier 2014 | Rosario  | lundi au vendredi | 16h00 |
| Lituanie  | TV3             | 2 septembre 2013 | 28 mars 2014    | Rosarija | lundi au vendredi | 15h00 |
| Roumanie  | Happy Chanel    | bientôt          |                 | Rosario  | lundi au vendredi | 00h00 |
| France    | Antenne Réunion | 2012             | 2012            | Rosario  | Lundi au vendredi | 16h30 |
| France    | ATV             | 2012             | 2012            | Rosario  | Lundi au vendredi | 15h40 |
| France    | Nina Novelas    | 21 mars 2024     | Inconnu         | Rosario  | chaque samedi     | 16h00 |